# Rinorea ilicifolia
Rinorea ilicifolia là một loài thực vật có hoa trong họ Hoa tím. Loài này được (Welw. ex Oliv.) Kuntze miêu tả khoa học đầu tiên năm 1891.